# Pachystruthio dmanisensis
Pachystruthio dmanisensis (veraltet: Struthio dmanisensis als Riesenstrauß) ist eine ausgestorbene Art flugunfähiger Laufvögel, die vom späten Pliozän bis zum frühen Pleistozän in Südosteuropa lebte.

## Merkmale
Aufgrund der sehr wenigen Funde wird angenommen, dass der Vogel eine Scheitelhöhe von bis zu 3,5 m und ein Gewicht von 382 bis 472 kg erreichte. Die Gewichtsschätzungen basieren hauptsächlich auf dem Schaftumfang des Oberschenkelknochens, der bei Pachystruthio von 22,0 bis 24,0 cm reichte. Im Vergleich dazu besitzt der heutige Strauß Schaftumfänge von 13,5 bis 16,3 cm, das Gewicht variiert von 118 bis 186 kg. Die Gewichtsangaben sind dennoch nur als Annäherungswerte zu verstehen, da es keine Vergleiche in der rezenten Fauna mit derartig großen Vögeln gibt. Auffallendes Merkmal des Oberschenkelknochens von Pachystruthio ist seine Robustizität, da die Schaftweite etwa ein Fünftel der Gesamtknochenlänge ausmacht. Beim Strauß beträgt diese nur ein Sechstel bis ein Achtel. Es handelt sich damit um die größte und schwerste bekannte Vogelart der nördlichen Hemisphäre. Bisher waren vergleichbar dimensionierte Vögel lediglich aus Südamerika (Brontornis burmeisteri), Madagaskar (Aepyornis maximus), Australien (Dromornis stirtoni, Bullockornis planei) oder Neuseeland (Dinornis novaezealandiae, Dinornis robustus), also sämtlich von der Südhalbkugel bekannt.

## Systematik und Entdeckungsgeschichte
Erste Nachweise ergaben sich in Ablagerungen des Altpleistozäns in Dmanissi, Georgien. 1990 beschrieb Nikolai Jossifowitsch Burtschak-Abramowitsch den Vogel anhand des 1983 entdeckten Oberschenkelknochens als Riesenstrauß, Struthio dmanisensis. 2012 wurde ebd. ein zweiter Oberschenkelknochen gefunden. Nikita Selenkow von der Russischen Akademie der Wissenschaften und Hauptautor der neueren Studie, hatte 2018 weitere Knochen des großen, urzeitlichen Vogels in der Taurida-Höhle im Norden der Krim entdeckt. Er und seine Kollegen wollen sich wegen der wenigen zur Verfügung stehenden Knochen nicht festlegen, ob es sich um einen Straußen-Verwandten oder einen anderen schnellen Laufvogel handelt und beschreiben die Art als Pachystruthio dmanisensis. Sämtliche Funde sind ca. 1,8 Millionen Jahre alt. Möglicherweise trat Pachystruthio auch im Altpleistozän Ostasiens auf, wie ein Oberschenkelknochen aus dem Nihewan-Becken in der nordchinesischen Provinz Hebei zeigt. Der Knochen weist einen Schaftumfang von 19,9 cm auf, das Tier wird auf rund 300 kg Körpergewicht rekonstruiert.